# بازمانده روز (فیلم)
بقایای روز (به انگلیسی: The Remains of the Day) نام فیلم درامی است که در سال ۱۹۹۳ به کارگردانی جیمز آیووری و بر پایهٔ رمانی با همین نام از کازوئو ایشی‌گورو ساخته شد. این فیلم در ۸ بخش نامزد جایزه اسکار شد.

## داستان
در سال ۱۹۵۸ که چندین سال پس از اتمام جنگ جهانی دوم است، سر خدمت کار خانه لرد نشینِ عمارت دارلینگتون یک نامه از یکی از خدمتکاران زن سابق دریافت می‌کند. خانم «کَنتون» در نامه اشاره کرده که از شوهر خود که سالها قبل پس از ازدواجشان به غرب انگلستان رفته بودند، جدا شده‌است.
سرخدمت‌کار، آقای جیمز استیونز در جواب نامه می‌نویسد که او برای دیدنش به غرب می‌رود و می‌گوید که حالا پس از مرگ لرد یک سناتور آمریکایی به نام جیمز لوییس عمارت و اموال آن را خریده‌است.
استیونز از آقای لوئیس اجازه می‌گیرد و با یکی از ماشین‌های قدیمی به سمت ساحل غربی انگلستان حرکت می‌کند. وی در خاطرات را مرور می‌کند و سالهای قبل از جنگ جهانی دوم را به یاد می‌آورد.
لرد دارلینگتون یک اشرافی نجیب و به تمام معنا بود. او ثروت و نفوذ زیادی داشت. استیونز به خاطر می‌آورد که در دهه ۱۹۳۰ میلادی خانم کنتون به عنوان سر خدمت کار زنان در خانه استخدام می‌شود و پدر استیونز نیز می‌آید. آنها برای خدمت رسانی به اربابشان هر کاری می‌کنند و هر یک به فکر پیشرفت هستند. استیونز هرگز ازدواج نکرده و در وقت‌های تنهایی کتاب می‌خواند. او از استخدام زنان جوان و زیبا متنفر است چرا که عشق و ازدواج را مانع پیشرفت می‌داند و قوانینی مبنی بر مجرد بودن خدمتکاران وضع کرده‌است.
زمانی که پدر جیمز موقع بردن سینی چای به زمین‌می‌خورد همه نگران می‌شوند و می‌دانند که پایان عمر وی نزدیک است. بالاخره وی می‌میرد ولی شب قبل از مردن می‌گوید که همسرش او را به خاطر شغلش ول کرده و از پسرش از این بابت معذرت خواهی می‌کند و به جیمز می‌گوید که هرگز وظیفه اش را رها نکند.
روابط میان سارا کنتون و جیمز استوارت به گونه ای پیش می‌رود که بسیار شفاف و دوستانه است. سارا علاقه شدیدی به جیمز دارد ولی به وی نمی‌گوید و انتظار درک این حس از طرف استیونز را دارد ولی غرور و قوانین جیمز به وی اجازه ابراز احساسات را نمی‌دهد تا جایی که در بخشی از داستان هر کدام انتظار دارند که یکی از دیگری خواستگاری کنند ولی این فرصت را نمی‌یابند.
رابطه میان آن دو بین شغل و تعهداتشان محدود شده و به خاطر علاقه ای که لرد به آلمان دارد خانه آنها مملو از مهمانان خارجی است و وقت صحبت را نمی‌یابند. تا جایی که سران کشورها در یک جلسه مهم در خانه لرد جمع می‌شوند و چند روزی را مذاکره کنند. از طرف آلمان زنی آمده بود و در شب آخر از همه حضار خواست که آلمان را در جمع کشورهای پیشرفته بپذیرند و صلح جویی آن را قبول کنند. در این بین جک لوییس که مهمان آمریکایی بود با همه مخالف بود و گفت مانع بازگرداندن قدرت به آلمان‌ها خواهد شد؛ اما نماینده فرانسه و لرد دارلینگتون از بانوی آلمانی حمایت کردند و این کار را شرافت و دوستی نامیدند. نماینده آمریکا نیز آنها را غیر حرفه ای و آماتور خواند و نسبت به وقوع جنگی دوباره مثل جنگ جهانی اول به آنها هشدار داد.
پسر خوانده لرد هم که یک روزنامه‌نگار است مخالف دوستی با آلمان هاست و این مهمانان خارجی و داخلی را دوست ندارد و بارها با استیونز در مورد آنها صحبت می‌کند. او در جنگ کشته می‌شود.
دوباره به سال ۱۹۵۸ بازمی‌گردیم و استیونز را می‌بینیم که در راه بنزین تمام کرده و به مسافرخانه ای در یک روستا می‌رود ولی چون همه ارباب سابقش را نازی می‌دانستند چیزی از او نگفت. فردای آن روز با کمک یک نفر به راهش ادامه می‌دهد و به غرب می‌رسد.
در آن شهر ساحلی سارا کنتون که از شوهرش جدا شده در یک مسافرخانه زندگی می‌کند و برای دیدنش راهی می‌شود ولی شوهرش از راه می‌رسد و خبر می‌دهد که که دخترشان باردار است و این حال کنتون را منقلب می‌کند.
بعد از ساعتی کنتون و استیونز یکدیگر را در رستورانی ملاقات کرده و از گذشته می‌گویند. استیونز از کنتون می‌خواهد که حالا که از همسرش جدا شده‌است به عمارت دارلیمگتون بازگردد و شغل قبلی خود را پس بگیرد و به نوعی جیمز از او خواستگاری می‌کند و امید دارد که روزهای خوش گذشته تکرار شود اما کنتون می‌گوید که به خاطر نوه و دخترش می‌ماند.
آنها بعد از مدتی از هم جدا شده و فیلم به نقطه‌ای می‌رود که که در دارلینگتن قرار دارد و صحبت‌های صاحب خانه جدید را با سر خدمتکار کار بلد خود نشان می‌دهد. آنها در حال آماده کردن خانه برای ورود همسر مرد آمریکایی هستند. فیلم با صحنه خروج کبوتری که در اتاقی در گوشه عمارت گیر کرده بود و به دست این دو نفر آزاد شد به پایان می‌رسد.

## بازیگران
- آنتونی هاپکینز در نقش جیمز استیونز
- اما تامپسون در نقش سارا «سالی» کنتون
- جیمز فاکس در نقش لرد دارلینگتن
- کریستوفر ریو در نقش سناتور جک لوئیس
- پیتر وان در نقش ویلیام استیونز، پدر جیمز استیونز
- هیو گرانت در نقش رجینالد کاردینال، پسر خوانده لرد
- فرانک شِلِی در نقش نخست‌وزیر نویل چمبرلین
- پائولا جیکوبس

## جوایز و نامزدی‌ها
این فیلم موفق شد در ۸ رشته از جمله بهترین کارگردانی، بهترین بازیگر نقش اول زن برای بازیِ اما تامسون و بهترین بازیگر نقش اول مرد برای بازیِ آنتونی هاپکینز نامزد دریافتِ جایزه اسکار شود.